# Golfo di Kizljar
Il golfo di Kizljar (in russo Кизлярский залив) è un'insenatura della costa nord-occidentale del mar Caspio. Si trova nel territorio del Daghestan, nel Circondario federale del Caucaso Settentrionale della Russia.

## Geografia
Il golfo si protende nel continente per 20 km, la larghezza all'ingresso è di 40 km, la profondità massima arriva a 4 m. Il suo confine marittimo convenzionale è la linea retta che va dal margine sud-orientale del tratto denominato Kalmyckaja Pristan' (44°46′00″N 47°10′00″E) a capo Brjanskaja Kosa (мыс Брянская Коса, 44°22′20″N 47°01′11″E). L'area si trova dai 27 ai 24 m sotto il livello del mare. 
Nel golfo sfociano i fiumi Kuma (Кума), Prorva (Прорва) e Talovka (Таловка). La costa è bassa e paludosa. Quasi l'intera area della baia è occupata dalla riserva protetta del Daghestan (Дагестанский заповедник).
Nel golfo ci sono due piccole isole: Morskoj Birjučok (остров Морской Бирючок) 44°42′38″N 47°01′28″E nella parte nord, e Nordovyj (остров Нордовый) 44°28′21″N 46°59′36″E a sud. Di fronte all'ingresso, a est si trova l'isola Tjulenij (остров Тюлений) 44°29′00″N 47°31′00″E.
L'acqua nel golfo è fortemente desalinizzta. La sua salinità è del 5-7‰, mentre la salinità del mar Caspio è del 12,8‰.

## Flora e fauna
La flora dell'area comprende piante palustri del genere Scirpus quali lo scirpo marittimo; la Typha angustifolia e la Phragmites australis; e poi il Cladium mariscus, l'Utricularia macrorhiza, la Trapa natans e la Salvinia natans.
Nelle acque del golfo vivono il pesce persico, il luccio, la carpa, lo storione, lo storione stellato e lo storione beluga, la scardola, il breme, il vobla, la tinca e il siluro.
Tra i rettili c'è la biscia dal collare, la vipera dell'Orsini e la tartaruga greca. È una zona in cui nidifica il pellicano ed è presente il fenicottero, la gallina prataiola, il pollo sultano comune e la grande otarda.